# Борис Караконовски
Борис Кочев Караконовски е български историк, етнограф и картограф.

## Биография
Борис Караконовски е роден през 1832 г. в гр. Ловеч. Първоначално образование получава в килията на Гложенския манастир в Ловеч при даскал Русчо. След построяването на Долнокрайското общинско училище през 1847 г. е ученик при Георги Владикин – руснак останал в Ловеч след похода на генерал Иван Дибич (Руско-турската война 1828-1829). Гимназиално образование завършва в Белград.
През 1864 г. със съдействието на знатни славянофили е назначен на служба в руското посолство в Цариград. През 1867 г. активно работи в групата на руския картограф Артамонов по картографското заснемане на българските земи. Целта е коригиране на Генералната карта на България. Едновременно изпълнява и поетия ангажимент пред Московския Славянски комитет – събиране на народни песни от отделните краища на етническата българска територия. По време на Руско-турската война (1877–1878) е в услуга на руската главна квартира. Заедно брат си Васил Караконовски алармира руското командване за турските зверства в Ловеч. Подпомага избягалите в Севлиево ловчалии с 4500 рубли от личните средства на императорското семейство.
След освобождението от турско иго се установява във Варна. Като убеден русофил не одобрява политическата линия при управлението на Стефан Стамболов. Това му носи унижения и много физически страдания, последвани от тежко заболяване. Написва труда си „Град Ловеч и събитията на неговата история“, като ползва извори от „Журнал министерства Народнаго Просвещения“, Никита Хониат, Анна Комнина, Едем Амин Саид, предания и стари приписки. Трудът обхваща историята, етнографията и народопсихологията на Ловеч и ловчанлии. По някои проблеми е единственият исторически извор. Ползван е от Анастас Иширков при издаването на сборника „Ловеч и Ловчанско“ под работното заглавие „Въспоминания и исторически бележки за град Ловеч“. Умира във Варна през 1897 г.
Трудът му е публикуван чак през 2007 г. от Регионален исторически музей – Ловеч.
Родство: брат Маринчо Караконовски – български търговец и дарител, брат Васил Караконовски -
български лекар и общественик.